# Драбовичи
Драбови́чи (бел. Драбавічы) — деревня в Козловщинском сельсовете Дятловского района Гродненской области Белоруссии. Согласно переписи населения 2009 года в Драбовичах проживало 130 человек. Площадь населённого пункта составляет 33,22 га, протяжённость границ — 4,46 км.

## История
В 1880 году Драбовичи — деревня в Козловской волости Слонимского уезда Гродненской губернии (145 жителей). По переписи населения 1897 года в Драбовичах насчитывалось 39 домов, проживало 254 человека. В 1905 году численность населения деревни составила 253 жителя.
В 1921—1939 годах Драбовичи находились в составе межвоенной Польской Республики. В этот период деревня относилась к сельской гмине Козловщина Слонимского повята Новогрудского воеводства. В 1923 году в Драбовичах имелось 53 хозяйства, проживало 314 человек. В сентябре 1939 года Драбовичи вошли в состав БССР.
В 1996 году Драбовичи входили в состав Денисовского сельсовета и колхоза «Слава труду». В деревне насчитывалось 93 хозяйства, проживало 228 человек.
30 декабря 2003 года Драбовичи были переданы из упразднённого Денисовского сельсовета в Козловщинский поселковый совет.

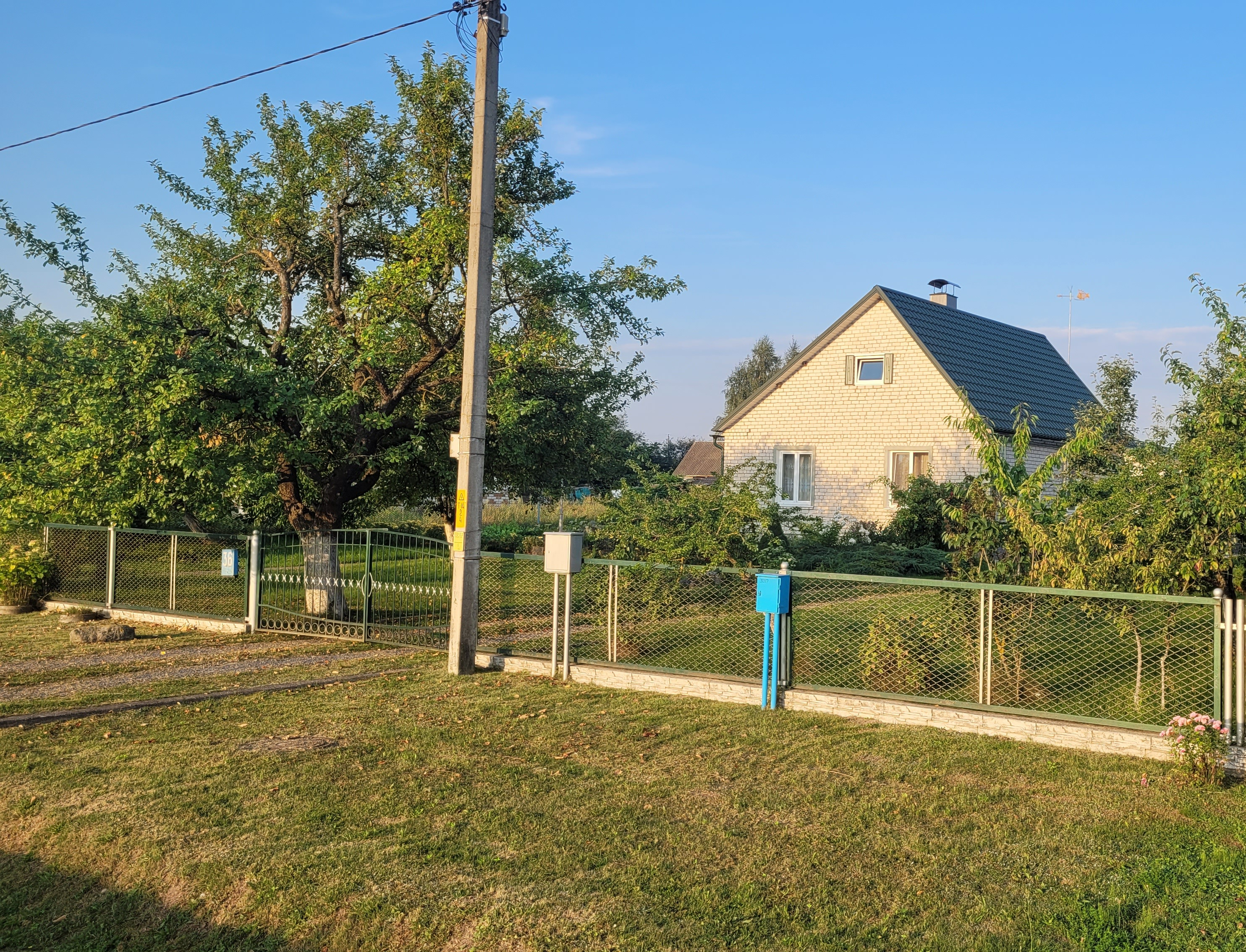
Сельский дом в деревне Драбовичи. 2023г.

26 декабря 2013 года деревня вместе с другими населёнными пунктами, ранее входившими в состав Козловщинского поссовета, была включена в новообразованный Козловщинский сельсовет.